# Forlimpopoli
Forlimpopoli ist eine italienische Gemeinde (comune)  mit 13.075 Einwohnern (Stand 31. Dezember 2023) in der Provinz Forlì-Cesena, Region Emilia-Romagna.

## Geographie
Forlimpopoli liegt etwa acht Kilometer südöstlich von Forlì und zehn Kilometer nordwestlich von Cesena an der Via Emilia am südöstlichen Rand der Po-Ebene.

## Geschichte
Im 1. Jh. v. Chr. als Forum Popili gegründet, seit dem 5. Jahrhundert Bischofssitz, gehörte es zum Exarchat von Ravenna und später zum Kirchenstaat. Im 13. Jahrhundert wollten die Ordelaffi von Forlì aus ihre Herrschaft auf die Romagna ausdehnen, wurden aber durch Kardinal Albornoz zurückgedrängt, der 1361 die Zerstörung der Stadt befahl. Zehn Jahre danach wird es als unbewohnt beschrieben, der Bischofssitz nach Bertinoro verlegt. An der Stelle der zerstörten Kathedrale erhebt sich die Rocca.

## Baudenkmäler
Eine eindrucksvolle, gut erhaltene Rocca di Forlimpopoli aus dem 14. Jahrhundert in der Stadtmitte. Sie beherbergt die Kommunalverwaltung, das Archäologische Museum, ein Theater und die Musikschule.

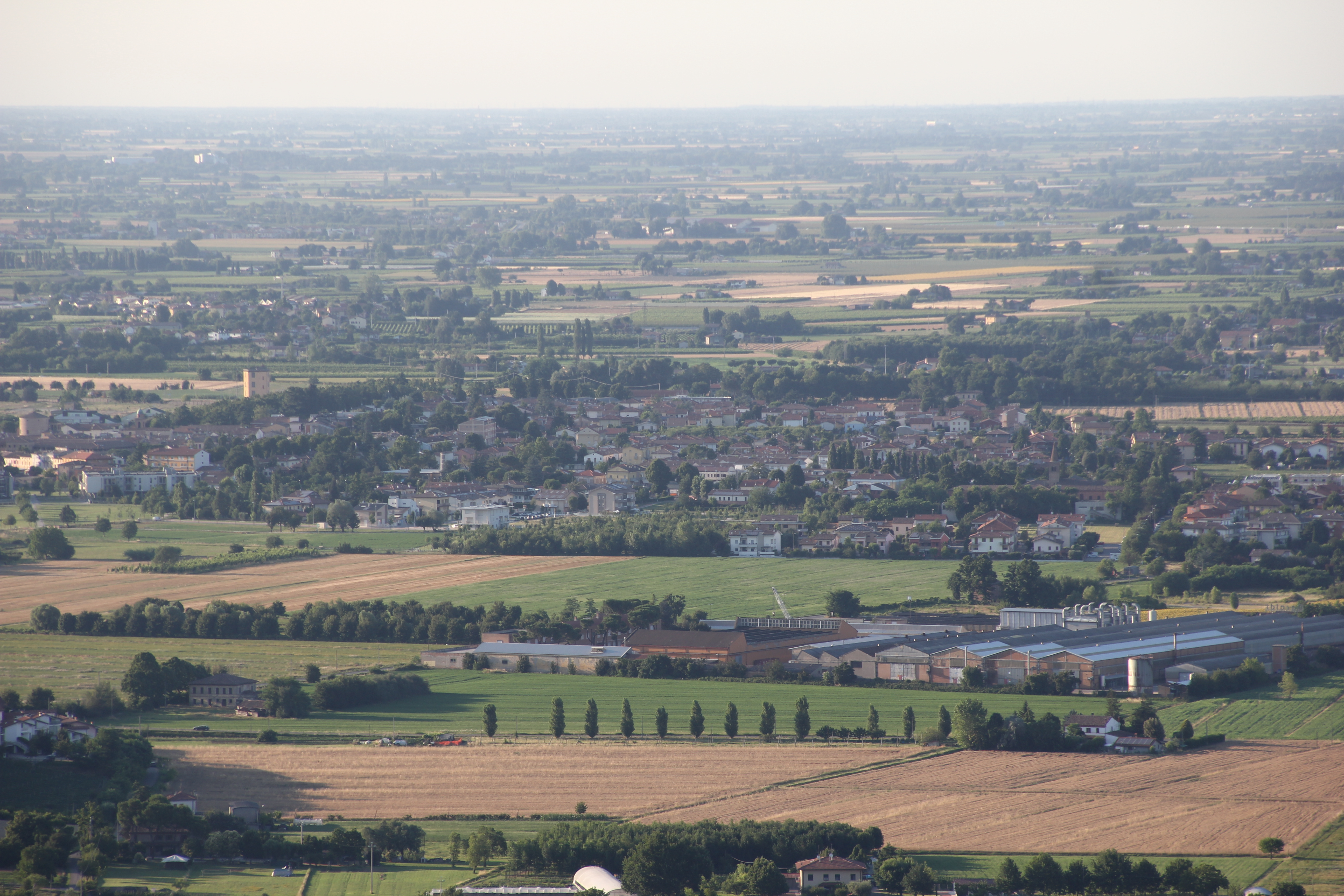
Forlimpopoli
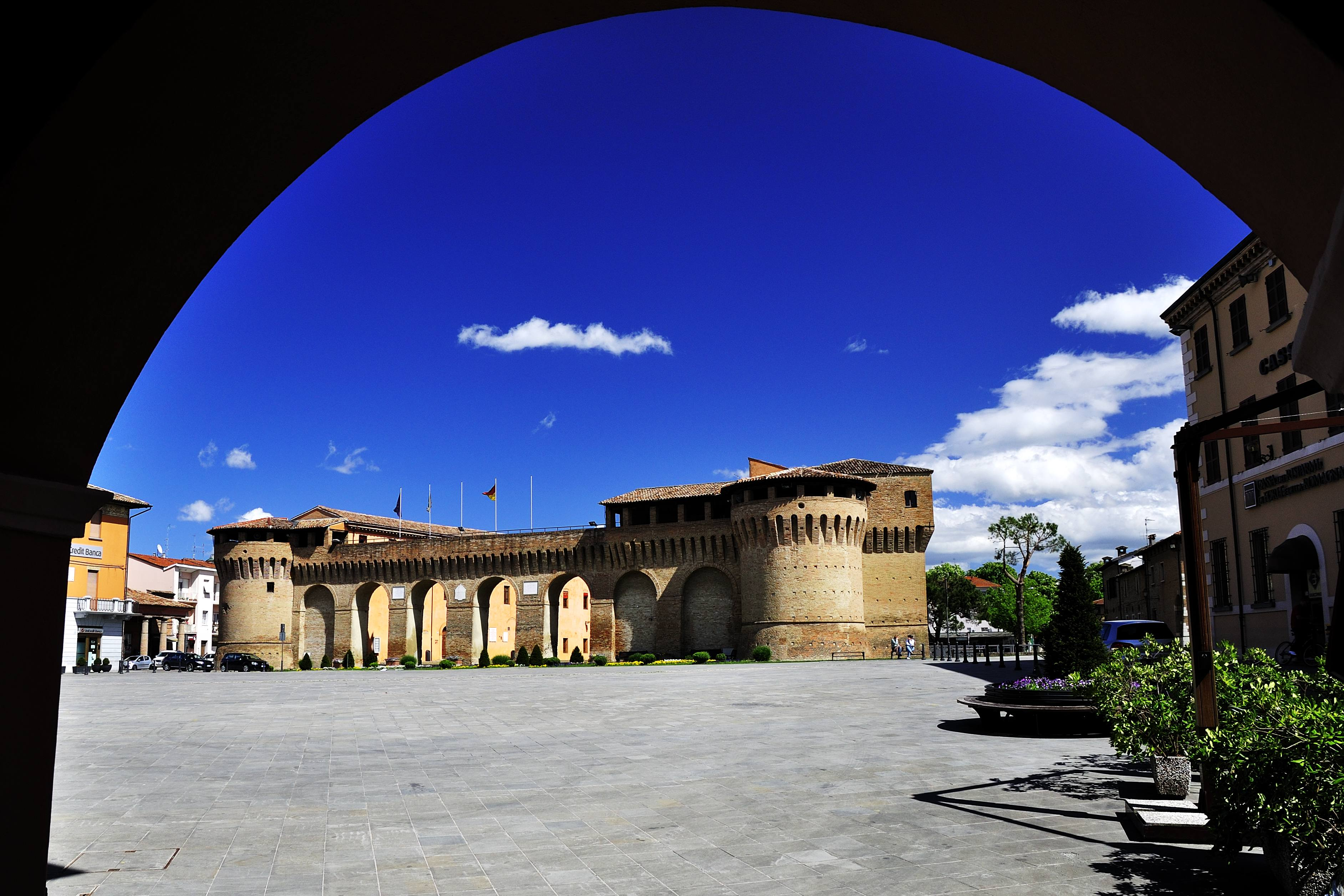
Rocca di Forlimpopoli mit der Piazza Garibaldi
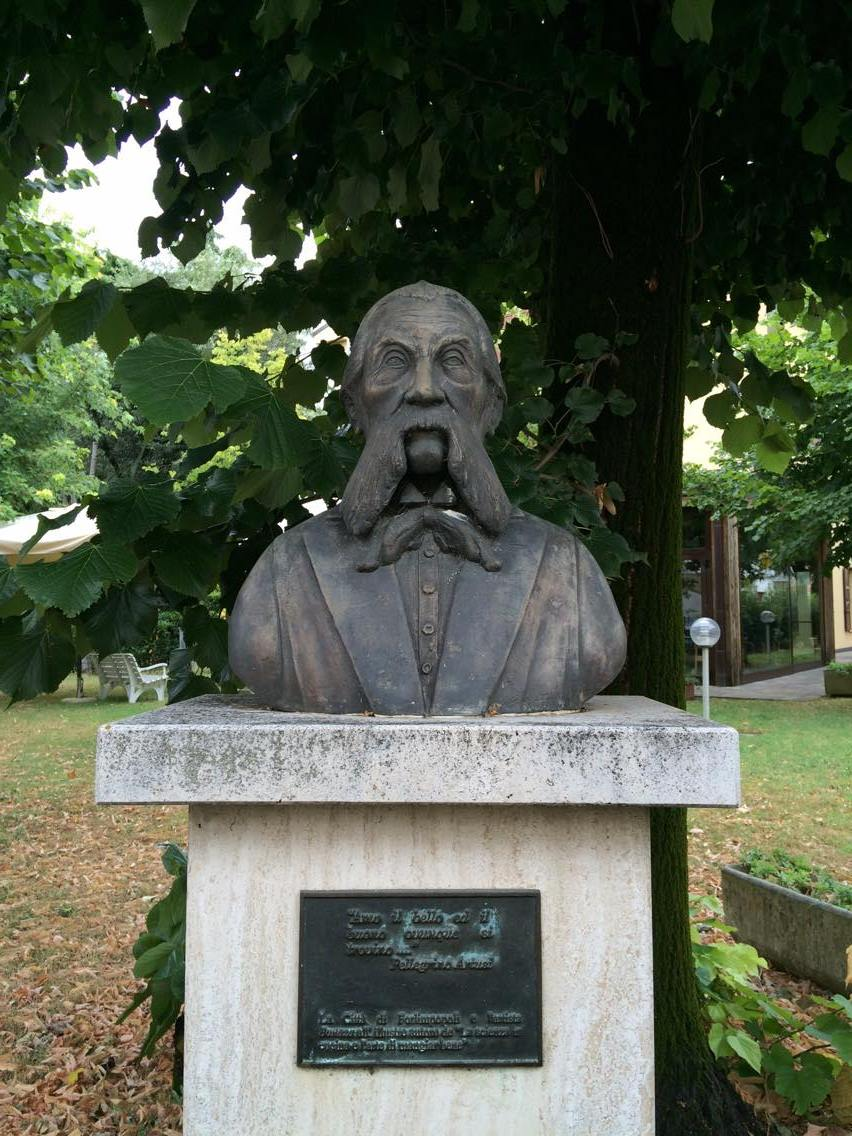
Denkmal für Pellegrino Artusi
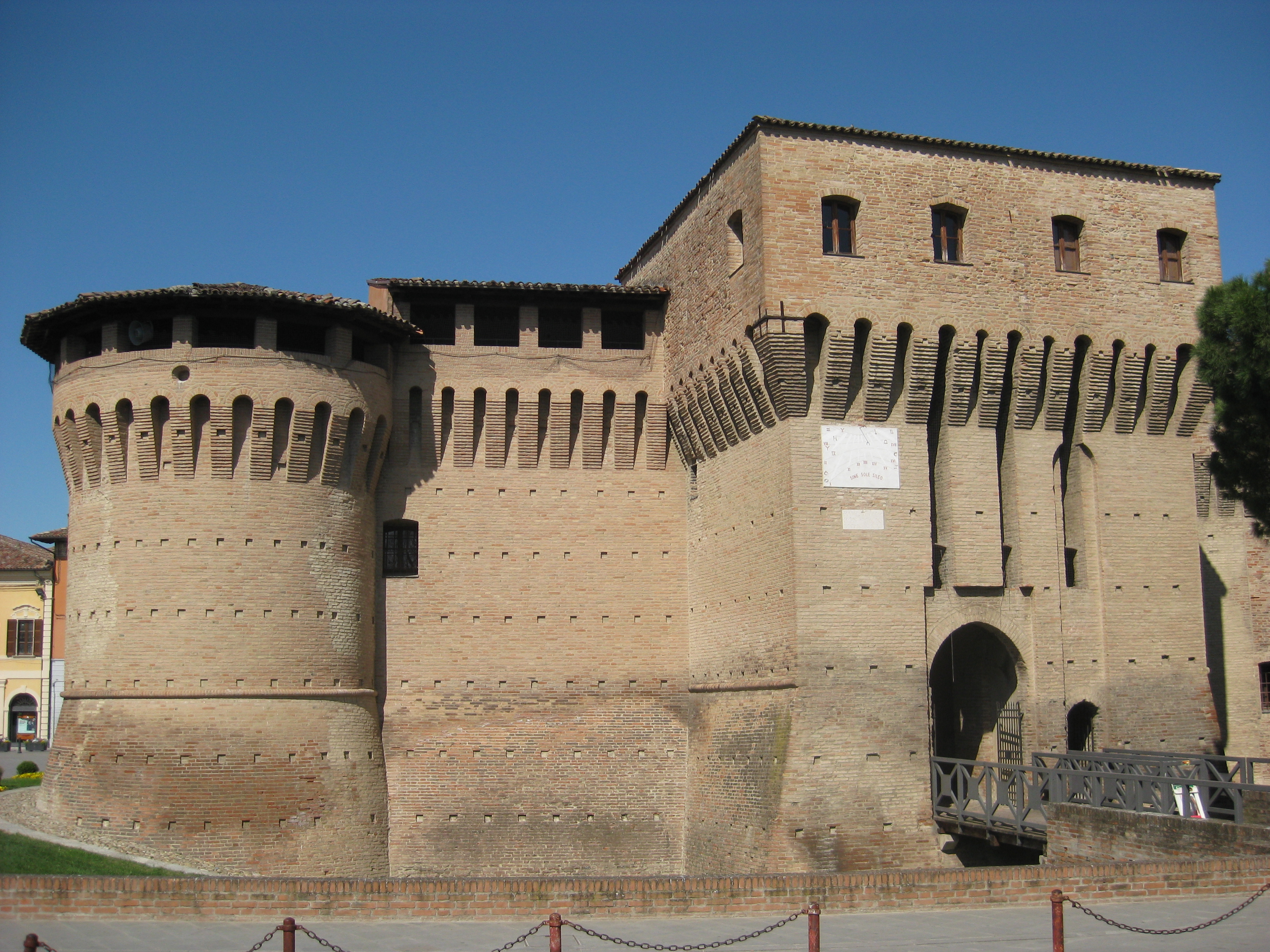
Rocca di Forlimpopoli
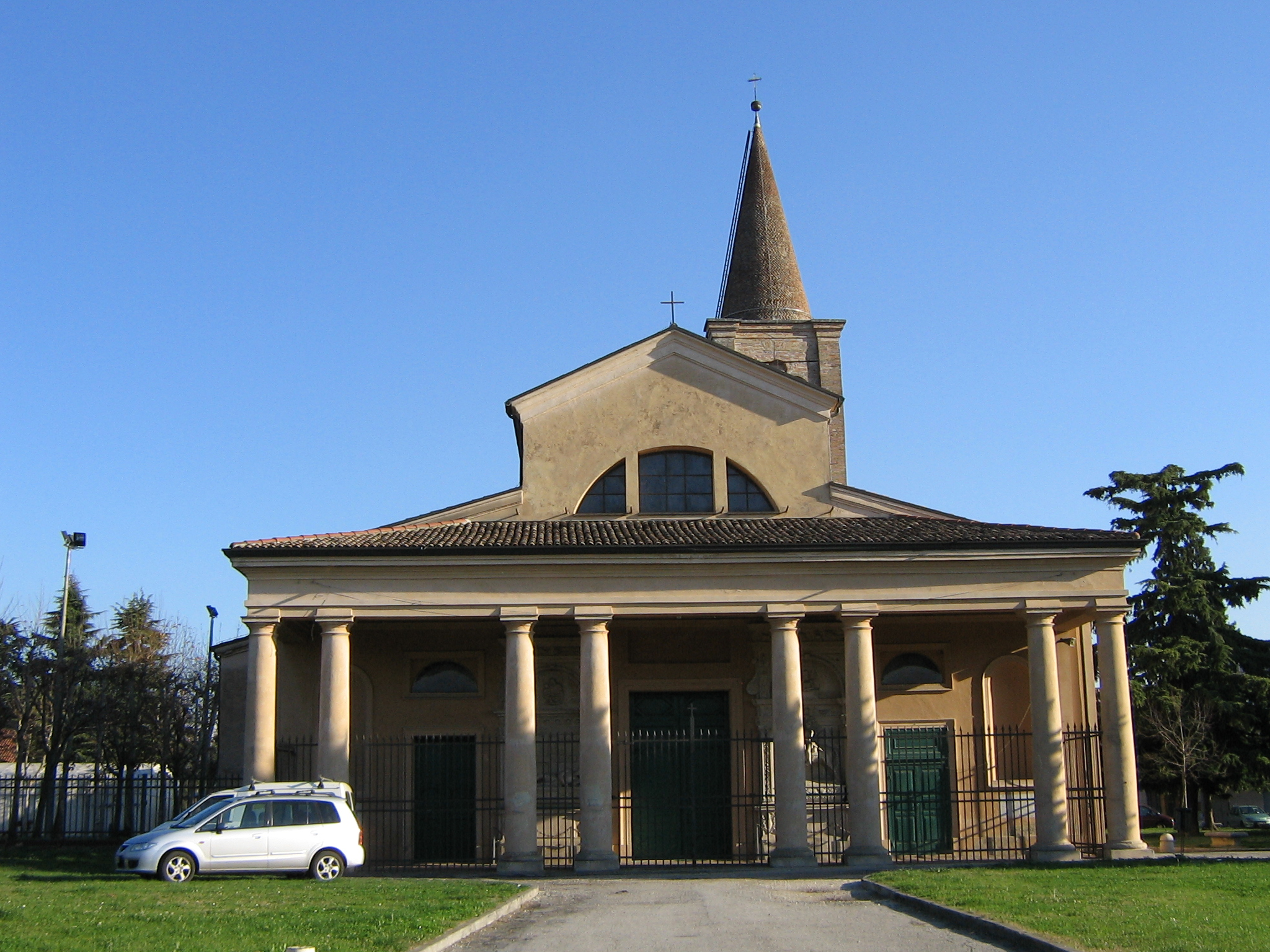
Basilika San Rufillo

## Musikschule
Die „Scuola di Musica Popolare di Forlimpopoli“ wurde von der Gemeinde gegründet und wird jetzt als Verein getragen von den Dozenten und Schülern. Der Musikunterricht hat einen Schwerpunkt in der Pflege traditioneller Volksmusik aus der Region. Die Musikschule hat eine überregionale Bedeutung. In Kooperation mit der Akademie Burg Fürsteneck in Deutschland und dem Eric Sahlström Institutet in Schweden hat die Musikschule die „Europäische Nyckelharpa-Fortbildung“ entwickelt.

## Städtepartnerschaften
- Villeneuve-Loubet,
- Traun,

## Söhne und Töchter der Gemeinde
- Marco Uccellini (1610–1680), Violinist, Kapellmeister und Komponist des Barock
- Albertino Bellenghi (1758–1839), Erzbischof
- Pellegrino Artusi (1820–1911), Kochbuchautor
- Costante Maltoni (1915–1980), Erzbischof und Diplomat
- Vincenzo Balzani (* 1936), Chemiker
- Andrea Dovizioso (* 1986), Motorradrennfahrer
- Gaia Peron (* 1986), Triathletin
- Gioia Barbieri (* 1991), Tennisspielerin